# Óscar Clavell López
Óscar Clavell López (7 de septiembre de 1978) es un político valenciano, exalcalde de La Vall d'Uixó y diputado en el Congreso de Diputados en la XI, XII y XIII legislaturas.
Es licenciado en historia por la Universidad de Valencia. Militante del Partido Popular, en las elecciones municipales españolas de 2007 fue escogido regidor Vall de Uxó y tras las elecciones de  2011 fue nombrado alcalde en sustitución de Isabel Bonig. En 2012 fue nombrado presidente de la sección local del partido. En 2014 fue imputado en un presunto delito de malversación por autorizar el pago de doce facturas de 706.789 euros a la empresa Secopsa Medio Ambiente SL, adjudicataria del servicio de limpieza viaria y transporte de residuos cuando era concejal en 2010.
En las elecciones municipales españolas de 2015 fue desplazado de la alcaldía pero fue elegido diputado por Castellón en las elecciones generales españolas de 2015 y  2016.